# La Oliva
La Oliva es una localidad y municipio español perteneciente a la isla de Fuerteventura, en la provincia de Las Palmas, comunidad autónoma de Canarias.
Está situado en el norte de la isla e incluye en su término municipal al islote de Lobos, siendo el segundo municipio más extenso de Canarias y el segundo más poblado de la isla, tras Puerto del Rosario.
Fue la capital insular desde 1834, sustituyendo a Betancuria, hasta el traslado de la capitalidad en 1860 a la ciudad de Puerto del Rosario.

## Toponimia
El municipio toma su nombre de su capital administrativa, el casco urbano de La Oliva. Aunque no se conoce a ciencia cierta el por qué de esta denominación, los investigadores modernos la hacen derivar de la presencia y abundancia en tiempos pasados del acebuche u olivo silvestre, propio de los antiguos bosques termófilos canarios.

## Geografía
El municipio de La Oliva se encuentra situado en el norte de la isla de Fuerteventura, a 23 kilómetros de la capital insular.
Posee una superficie de 356,13 km², siendo el segundo municipio más extenso de la isla, de la cual la gran mayoría se corresponde con una extensa área rural y natural.
Limita con el municipio de Puerto del Rosario.
La capital municipal se encuentra en el casco urbano de La Oliva, localizado a una altitud de 219 m s. n. m., alcanzando el municipio su altitud máxima en la Montaña de la Muda a 691 m s. n. m.
El municipio cuenta con una longitud de costa de 90,56 kilómetros.

### Clima
La Oliva posee un clima árido cálido según la clasificación de Köppen.
El mes más cálido es agosto, con una temperatura media de 22.8 °C, siendo el más frío febrero con 16.4 °C. La temperatura media anual es de 19.5 °C.
En cuanto a las precipitaciones, el municipio registra un promedio de 89 mm al año, siendo el mes más lluvioso diciembre con 18 mm. En el mes de agosto no se registran precipitaciones.

### Flora
La vegetación del municipio está caracterizada por el matorral espinoso, como la aulaga Launaea arborescens o el matamoros Suaeda vera. También existen otras especies endémicas como la cuernúa Caralluma burchardii, más difícil de encontrar.

### Fauna
Lo más destacable son las numerosas especies de aves, como las esteparias hubara canaria Chlamydotis undulata fuertaventurae y gangas ortegas Pterocles orientalis, el carroñero guirre Neophron percnopterus majorensis o el cernícalo Falco tuniculatus. Otra ave de menor calibre pero bien representada en el municipio es el corredor sahariano Cursorius cursor.

### Espacios naturales protegidos
- Parque natural de Corralejo, que incluye sus singulares dunas.
- Parque natural del Islote de Lobos, que comprende el islote de Lobos en toda su extensión.
- Paisaje protegido de Vallebrón, zona que representa geomorfológicamente a la isla.
- Monumento natural de la Montaña de Tindaya, uno de los principales yacimientos de manifestaciones rupestres de la isla, era considerada mágica por los majos.
- Monumento natural Malpaís de la Arena, alberga estructuras geomorfológicas representativas de la geología insular y conforma un paisaje de gran belleza y valor etnográfico, histórico y arqueológico.

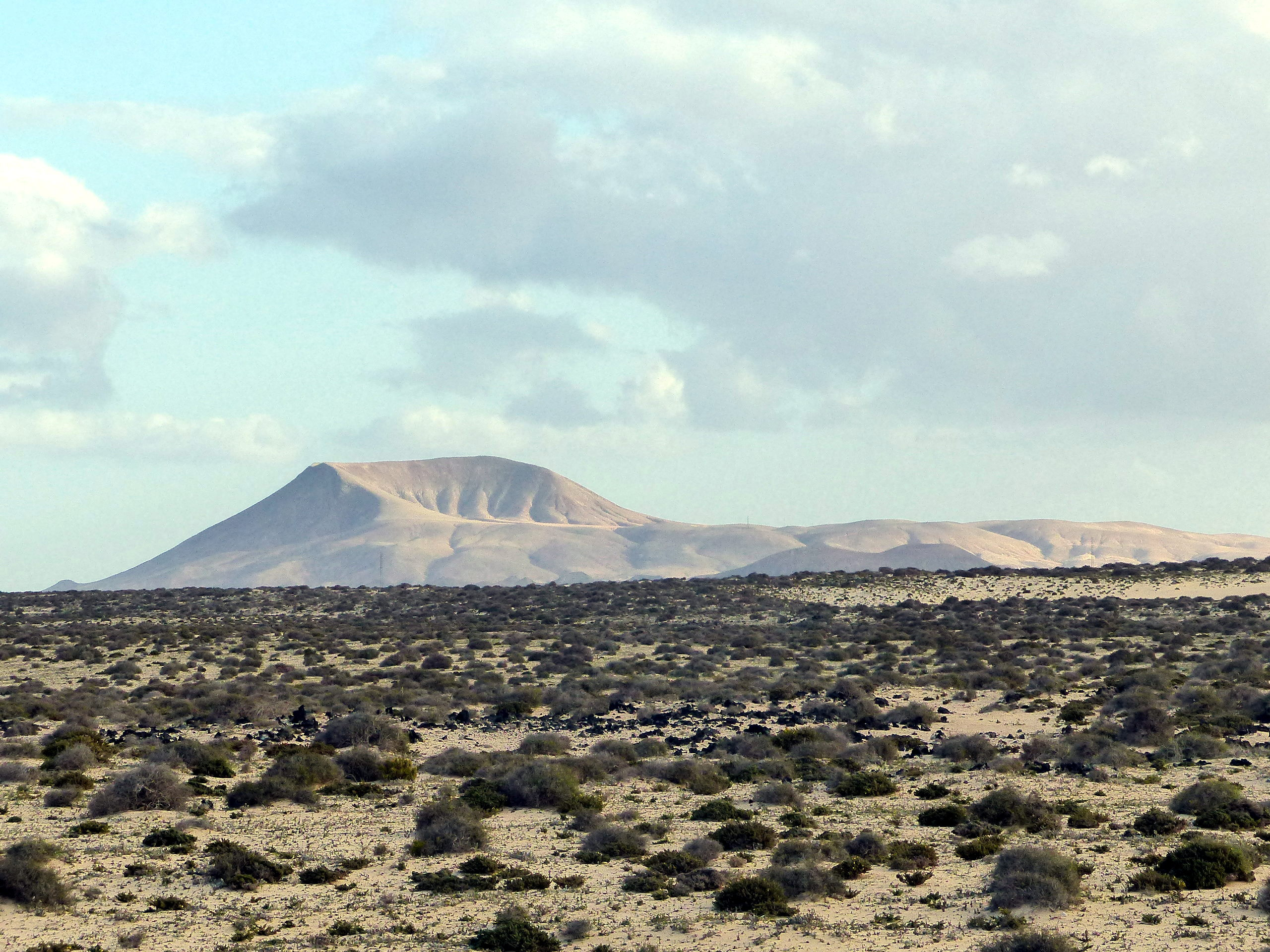
Vista de Montaña Roja desde la playa de Corralejo
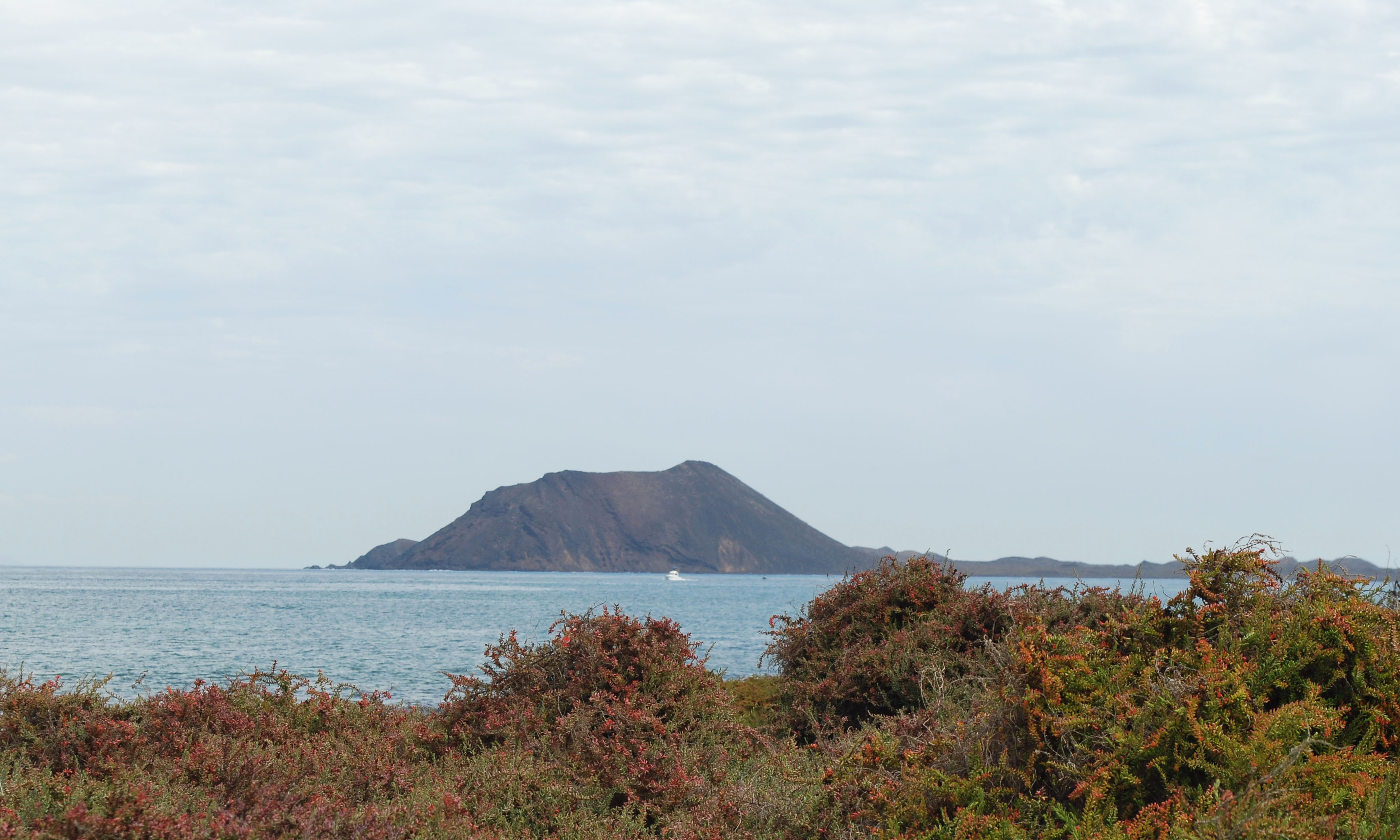
Islote de Lobos visto desde Corralejo
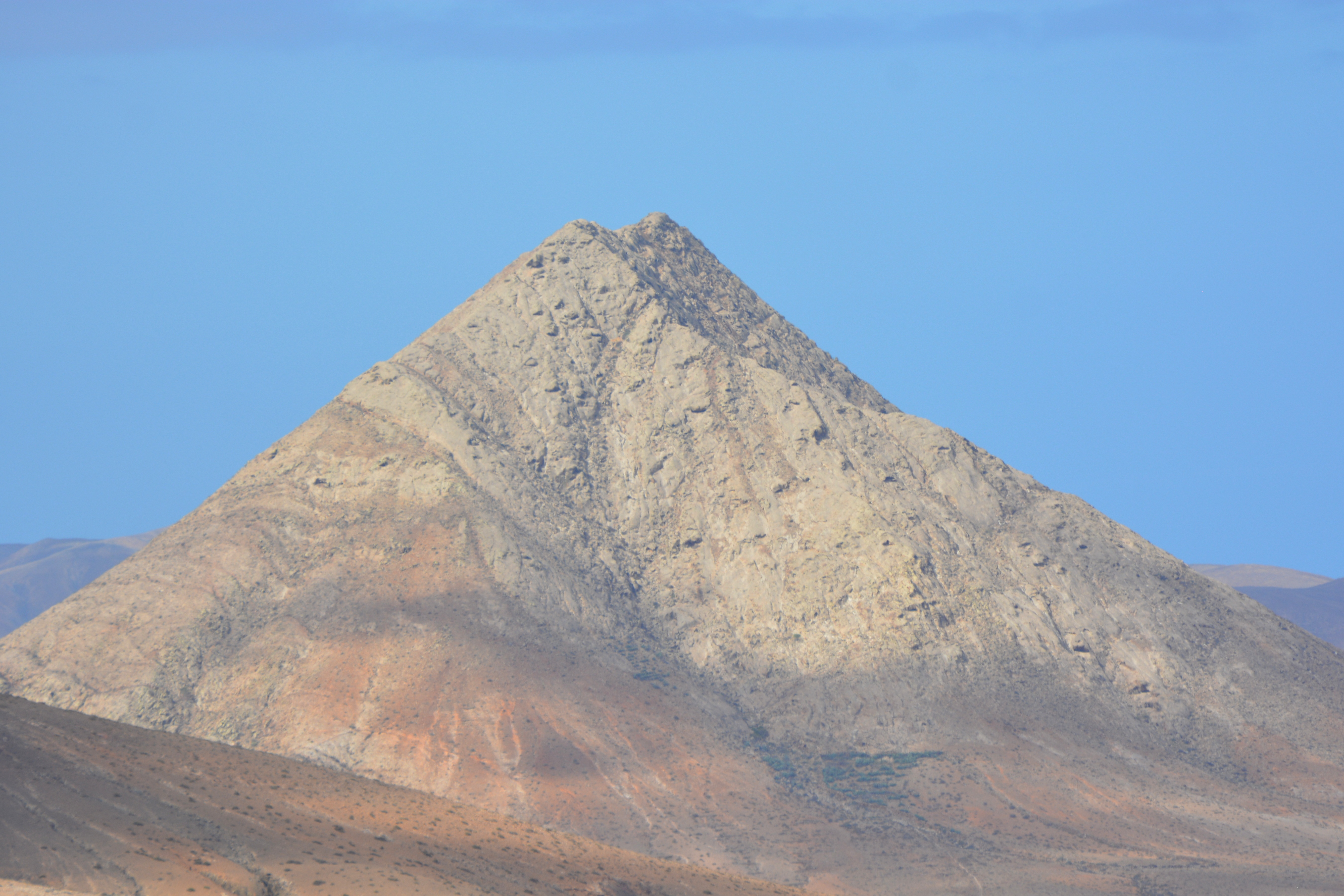
Montaña de Tindaya

## Demografía
La Oliva cuenta con una población de 29 693 habitantes (INE 2024).
| Gráfica de evolución demográfica de La Oliva entre 1842 y 2021                                                      |
| |
| Población de derecho según los censos de población del INE Población de hecho según los censos de población del INE |

| Nacionalidad | Hombres | Mujeres | Total  | %      | Proporción |
| ------------ | ------- | ------- | ------ | ------ | ---------- |
| Española     | 8174    | 7393    | 15 567 | 55.7 % |            |
| Extranjera   | 6300    | 6078    | 12 378 | 44.2 % |            |

| País                 | Hombres | Mujeres | Total | %       | Proporción |
| -------------------- | ------- | ------- | ----- | ------- | ---------- |
| Italia               | 2469    | 2246    | 4715  | 38.1 %  |            |
| Reino Unido          | 965     | 938     | 1903  | 15.4 %  |            |
| Alemania             | 391     | 466     | 857   | 6.9 %   |            |
| Marruecos            | 416     | 222     | 638   | 5.2 %   |            |
| Colombia             | 214     | 269     | 483   | 3.9 %   |            |
| Francia              | 250     | 191     | 441   | 3.6 %   |            |
| China                | 111     | 108     | 219   | 1.8 %   |            |
| Portugal             | 122     | 96      | 218   | 1.8 %   |            |
| Argentina            | 113     | 87      | 200   | 1.6 %   |            |
| Polonia              | 68      | 106     | 174   | 1.4 %   |            |
| Venezuela            | 51      | 59      | 110   | 0.8 %   |            |
| Uruguay              | 46      | 60      | 106   | 0.8 %   |            |
| Rumania              | 31      | 70      | 101   | 0.8 %   |            |
| Senegal              | 49      | 41      | 90    | 0.7 %   |            |
| Bulgaria             | 45      | 41      | 86    | 0.6 %   |            |
| Cuba                 | 45      | 30      | 75    | 0.6 %   |            |
| Brasil               | 24      | 35      | 59    | 0.4 %   |            |
| Perú                 | 23      | 27      | 50    | 0.4 %   |            |
| República Dominicana | 16      | 14      | 30    | 0.2 %   |            |
| Chile                | 12      | 17      | 29    | 0.2 %   |            |
| Ecuador              | 14      | 7       | 21    | 0.1 %   |            |
| Rusia                | 1       | 20      | 21    | 0.1 %   |            |
| Paraguay             | 3       | 13      | 16    | 0.1 %   |            |
| Ucrania              | 2       | 12      | 14    | 0.1 %   |            |
| Nigeria              | 3       | 10      | 13    | 0.1 %   |            |
| Argelia              | 4       | 2       | 6     | 0.04 %  |            |
| Bolivia              | 1       | 2       | 3     | 0.02 %  |            |
| Pakistán             | 1       | 0       | 1     | 0.008 % |            |

| Entidad singular             | Habitantes |
| ---------------------------- | ---------- |
| Caldereta                    | 143        |
| Corralejo                    | 17805      |
| El Cotillo                   | 1672       |
| Isla de Lobos                | 1          |
| Lajares                      | 1866       |
| Majanicho                    | 120        |
| La Oliva (capital municipal) | 1581       |
| Parque Holandés              | 1070       |
| El Roque                     | 283        |
| Tindaya                      | 657        |
| Vallebrón                    | 124        |
| Villaverde                   | 1912       |

## Historia

### Inicios
La conquista de Fuerteventura finalizó en 1405. Betancuria fue escogida para capital y desde ella se gobierna la isla. Con la conquista dirigida por el normando Jean de Bethencourt, Fuerteventura inicia una nueva etapa que tendrá reminiscencias feudales. En 1476 se constituye jurídicamente el señorío territorial de Fuerteventura, por el cual los Reyes Católicos reconocen al conquistador su dominio sobre la isla. La villa de Betancuria, donde se asientan los conquistadores, se convierte en el eje que ostenta el poder administrativo por medio de un cabildo, a modo de ayuntamiento único, sometido a los señores como propietarios de la isla. 
Fundada la capital, Pájara, al sur de Betancuria, y La Oliva, al norte, formarán la primigenia espina dorsal de la isla. Un manuscrito anónimo relata que el pueblo de La Oliva fue fundado en 1500 por unos individuos conocidos por los hermanos Hernández, residentes en la Villa de Betancuria: 

...quienes construyen en esta jurisdicción dos casitas con el objeto de pasarse a este término durante el tiempo de las sementeras. Al efecto fabricaron las referidas casas y construyeron una especie de mareta o estanque para el riego de los sembrados, todo ello en el sitio denominado Puerto Escondido. A la idea de los hermanos Hernández se adhirieron otras personas que empezaron a fabricar pequeñas y diseminadas casas, estimulados por las plantaciones de cereales.

En la descripción de las islas que hace el ingeniero Leonardo Torriani a finales del siglo xvi, en el mapa de Fuerteventura que inserta, sitúa al norte La Oliva, así como el puerto del Tostón, y la cala de Corralejo. En el siglo xvii, El Roque, Lajares, Caldereta, Vallebrón, Tindaya, Villaverde, Mascona, Peñaerguida... situados en el interior y como satélites del llano central en que se enclava La Oliva, son lugares habitados y con la misma dedicación a la agricultura.

### SigloXVIII. Los Coroneles.
La Oliva ya era uno de los pueblos más importantes de la isla desde la primera mitad del siglo XVIII, contando con una ayuda de parroquia desde 1708 con sede en la iglesia de Nuestra Señora de la Candelaria. Antes de esto, sólo Betancuria contaba con un beneficio eclesiástico, así que La Oliva, como “núcleo parroquial”, iba a disfrutar de un considerable prestigio. Va cobrando tanta importancia que el coronel Melchor de Cabrera Béthencourt traslada la residencia de los gobernadores de armas del Regimiento Provincial de Milicias de Fuerteventura, que antes estuvo en Betancuria, a La Oliva, en 1742. Por ello, La Oliva se convertiría prácticamente en la “co-capital” de Fuerteventura, donde se gestionaban todos los temas militares de la isla majorera. Se instalarían en la conocida como Casa de los Coroneles. Son momentos en que los señoríos ven como se deteriora el poder que ostentaban durante el medievo, insertos en el sistema feudal, y buena parte de la Edad Moderna. La Corona comienza a aunar esfuerzos que equilibren el poder de los señores. La familia Arias de Saavedra, que hereda de generación en generación el señorío de Fuerteventura, no reside en la isla ya que desde el seiscientos se ha establecido en Tenerife. En este marco, el poder militar que también está en manos del señor de la isla, pasa poco a poco a los coroneles. La situación de privilegio de los señores no es tan importante en el aspecto militar, puesto que van perdiendo gradualmente competencias en este campo. A finales del siglo xvi, con la llegada a Canarias del primer capitán general, la defensa de la isla comienza a ser asumida por la Corona que nombra a los sargentos mayores. Posteriormente, en 1708 se crea el regimiento de milicias, y el coronel asume poderes importantes como gobernador de las armas. 
En el siglo xviii, los coroneles no sólo ostentarán el poder militar; pasará a sus manos el poder civil, nombrando o destituyendo los cargos del cabildo insular, convirtiéndose en los verdaderos terratenientes, en los verdaderos poseedores del territorio, y consiguientemente, el poderío económico. El nombramiento del coronel se convierte en hereditario y vitalicio, en manos de una sola familia: Sánchez-Dumpiérrez, que inauguran el cargo, los Cabrera-Bethencourt de 1742 a 1833, que serán los encargados de fijar la residencia en La Oliva, y los Manrique de Lara-Cabrera, desde 1834 a 1870, que mantendrán y extenderán el poderío económico de sus antecesores. Representan la más cerrada endogamia local de clase y de parentesco.
La Oliva, durante el siglo xviii y las primeras décadas del siglo xix, pasa a ser en la práctica cotidiana la capital insular, aunque se mantiene el cabildo, que representa el poder civil y la capitalidad, en Betancuria. En esta época surgen grandes extensiones de terrenos destinadas a la producción de granos (trigo, cebada y centeno) para la exportación, con un buen número de medianeros y jornaleros dependientes de la familia Cabrera y de sus administradores.
Tostón (El Cotillo) fue el puerto de la zona norte de la isla. El ingeniero Claudio de L'isle, murió en la isla durante la construcción de la Torre del Tostón, fortificación que data de 1743, bautizada con el nombre de Nuestra Señora del Pilar y San Miguel.
Las erupciones volcánicas que se producen en la isla de Lanzarote en los años setecientos, traen consecuencias para el municipio, que verá incrementada su población por familias enteras que se desplazan al norte de Fuerteventura.
Coyunturas económicas, políticas y sociales que se producen en el siglo decimonónico, marcarán el deterioro del poder militar en Fuerteventura. Poblaciones de nueva planta como Puerto de Cabras, o emergentes por la bonanza económica como Antigua, se configuran con nuevos habitantes, atraídos por el comercio de la barrilla.
Estos sucesos harán que La Oliva y los coroneles pierdan poder, escorándose la isla hacia la zona costera, la mejor cala insular, Puerto de Cabras, en donde se asentarán comerciantes, personal administrativo, representantes del poder central... Serán los encargados de formar una nueva clase social en Fuerteventura, más vinculada a mentalidades burguesas.

### Edad Contemporánea
De gran trascendencia para las islas de señorío serán las Cortes de Cádiz. En 1811, siendo alcalde en estos momentos don Vicente Álvarez, proceden a la abolición de todos ellos, aunque de hecho ya habían perdido muchas competencias y poder en favor del Estado. En 1812, dichas Cortes realizan una reforma administrativa que otorga la categoría de municipio a toda parroquia superior a los mil habitantes. Esta normativa, que afecta a La Oliva, se hará efectiva en Fuerteventura entre 1833 y 1835. 
En 1829 se produce lo que se conoce como el motín de Guriame, un levantamiento en armas por parte de los habitantes de Lajares, Villaverde y La Oliva contra los propietarios de la dehesa de Guriame cerca de Montaña Roja, que amenazaban el uso comunal de dicha dehesa.
Perderán los coroneles el poder político-militar, no así el económico, que mantendrán aún después de la desaparición del cargo. A partir de la muerte del último coronel en 1870, comienza su decadencia económica y política. Durante la primera mitad del siglo xx, el municipio perderá parte de su población debido a la caída de la producción agrícola, principal y único sistema económico, y que dará como resultado la emigración de sus habitantes. Unos se dirigen a Puerto de Cabras, otros emigran a Gran Canaria y Tenerife, los más a Venezuela y Cuba.
Después de la guerra civil española, hasta los años 70, el punto por excelencia de emigración será África, a las colonias españolas de El Aaiún y Villa Cisneros.
A partir de esa fecha, el turismo se convierte en el motor del desarrollo municipal. La Oliva, junto con Pájara son los municipios de la isla con más camas, existiendo en La Oliva unas 17 000, la mayor parte extrahoteleras. Este desarrollo trae consigo un aumento poblacional importante, sobre todo como punto de referencia de población inmigrante, por la oferta laboral que genera el turismo. Este intenso aumento ha hecho posible, pasar de los 2900 habitantes de derecho en 1975, a los más de 25 000 actuales.

## Administración y política
El municipio se rige por su ayuntamiento, compuesto por el alcalde-presidente y veinte concejales.
| Periodo   | Nombre                     | Partido | Partido                                  |
| --------- | -------------------------- | ------- | ---------------------------------------- |
| 1979-1983 | Domingo González Arroyo    |         | Unión de Centro Democrático (UCD)        |
| 1983-1991 | Domingo González Arroyo    |         | Centro Democrático y Social (CDS)        |
| 1991-2003 | Domingo González Arroyo    |         | Partido Popular (PP)                     |
| 2003-2008 | Claudina Morales Rodríguez |         | Coalición Canaria (CC)                   |
| 2008-2011 | Rosa Fernández Rodríguez   |         | Partido Socialista Obrero Español (PSOE) |
| 2011-2015 | Claudina Morales Rodríguez |         | Coalición Canaria (CC)                   |
| 2015-2016 | Domingo González Arroyo    |         | Partido Progresista Majorero (PPM)       |
| 2016-2017 | Pedro Amador Jiménez       |         | Independiente                            |
| 2017-2020 | Isaí Blanco Marrero        |         | Coalición Canaria (CC)                   |
| 2020-2023 | Pilar González Segura      |         | Gana Fuerteventura (GF)                  |
| 2023-act. | Isaí Blanco Marrero        |         | Coalición Canaria (CC)                   |

Antes de la Transición fueron alcaldes Ramón González Brito entre 1933 y 1936 por el Frente Popular o Francisco Navarro Artiles entre 1960 y 1966 por FET y de las JONS
| Partido político                                | 2023  | 2023  | 2023       | 2019  | 2019  | 2019       | 2015  | 2015  | 2015       | 2011  | 2011  | 2011       | 2007  | 2007  | 2007       |
| Partido político                                | %     | Votos | Concejales | %     | Votos | Concejales | %     | Votos | Concejales | %     | Votos | Concejales | %     | Votos | Concejales |
| Coalición Canaria (CC)                          | 29,29 | 2080  | 7          | 24,58 | 1683  | 7          | 20,23 | 1330  | 5          | 32,06 | 2076  | 8          | 38,07 | 2652  | 7          |
| Partido Socialista Obrero Español (PSOE)        | 23,09 | 1640  | 6          | 16,15 | 1106  | 4          | 11,66 | 767   | 3          | 11,49 | 744   | 2          | 13,49 | 940   | 2          |
| Partido Popular (PP)                            | 22,96 | 1631  | 5          | 6,01  | 412   | 1          | 13,17 | 866   | 3          | 16,62 | 1076  | 4          | 37,80 | 2633  | 7          |
| En Marcha                                       | 10,22 | 726   | 2          | 16,94 | 1160  | 4          | –     | –     | –          | –     | –     | –          | –     | –     | –          |
| Nueva Canarias (NC)                             | 5,67  | 403   | 1          | 6,34  | 434   | 1          | 8,88  | 584   | 2          | 5,02  | 325   | 1          | 1,69  | 118   | 0          |
| Partido Progresista Majorero (PPM)              | –     | –     | –          | 12,68 | 868   | 3          | 23,10 | 1519  | 5          | 23,88 | 1546  | 6          | –     | –     | –          |
| Podemos                                         | –     | –     | –          | 6,07  | 416   | 1          | –     | –     | –          | –     | –     | –          | –     | –     | –          |
| Votemos                                         | –     | –     | –          | 3,40  | 233   | 0          | 11,62 | 764   | 3          | –     | –     | –          | –     | –     | –          |
| Alternativa Democrática por Fuerteventura (ADF) | –     | –     | –          | –     | –     | –          | –     | –     | –          | –     | –     | –          | 5,40  | 376   | 1          |

## Turismo
Destacan las playas de El Cotillo y Corralejo, lo que ha permitido el desarrollo turístico del municipio. En sus costas se dan las condiciones necesarias para la práctica de deportes como el surf, el windsurf, submarinismo, etc.

## Transporte
En autobús —guagua— queda conectado mediante las siguientes líneas de Transportes Antonio Díaz Hernández (TIADHE):
| Línea | Trayecto                        | Recorrido     |
| ----- | ------------------------------- | ------------- |
| 06    | Puerto del Rosario - Corralejo  | Horario/Línea |
| 07    | Puerto del Rosario - El Cotillo | Horario/Línea |
| 08    | Corralejo - El Cotillo          | Horario/Línea |